# Kirkonmaa
Kirkonmaa (svenska: Kyrkogårdsö) är en ö i Finland.   Den ligger i den ekonomiska regionen Kotka-Fredrikshamn och landskapet Kymmenedalen, i den södra delen av landet, 120 km öster om huvudstaden Helsingfors. Arean är 7,8 kvadratkilometer.